# نديم توتيتش
نديم توتيتش مواليد 17 يوليو 1968 في جمهورية يوغوسلافيا الاشتراكية الاتحادية، هو لاعب كرة قدم بوسني سابق كان يلعب كلاعب وسط.

## المسيرة الاحترافية

### أندية لعب لها
- نادي ساراييفو
- راد بيوغراد
- نادي أومونيا
- أولمبياكوس نيقوسيا